# Sant Llorenç de la Salanca
Sant Llorenç de la Salanca (['saɲʎu'ɾenzdələsə'laŋkə], simplement ['saɲʎu'ɾens] o ['saɲʎəw'ɾens], en francès Saint-Laurent-de-la-Salanque) és una vila, cap del municipi del mateix nom, de 8.851 habitants el 2013, de la comarca del Rosselló. Abans el municipi arribava fins al mar, al Port de Sant Llorenç, actualment el Barcarès.
Se situa al nord de la vall de l'Aglí, al nord-est de Perpinyà, al sud-est de Sant Hipòlit de la Salanca, a la zona nord-oriental de la comarca, ran de la Mar Mediterrània i al nord de l'Aglí. És a la subcomarca de la Salanca, antigament zona d'aiguamolls, d'on ve el nom de Salanca, a la plana existent al nord del riu esmentat.
La dita sobre els llorençans és Sant Llorenç la bola o Sant Llorenç el poi i també: A Sant Hipòlit venen l'oli, a Sant Llorenç venen la sal, a Torrelles el vinagre i a Vilallonga l'enciam.
Els Torrellans diuen "La vaca negra" als de Sant Llorenç de la Salanca perquè tenien el tren que a Pià se'n deia el mataburros i a Sant Llorenç la Vaca Negra.

## Etimologia
Sant Llorenç és l'advocació de la parròquia de la vila, Salanca és el nom de la comarca natural on es troba. El topònim Salanca prové del fet que és una zona d'antics aiguamolls, entre la mar Mediterrània i els trams finals dels cursos del Tet i de l'Aglí. El terme Salanca és, encara segons Joan Coromines, un derivat del mot comú sal, amb l'afegitó del sufix probablement sorotàptic -anc. Es tractaria així, doncs, d'un terme aplicat a un terreny salí.

## Geografia

### Localització i característiques generals del terme

Situació de la comuna de Sant Llorenç de la Salanca en el Rosselló

El terme de Sant Llorenç de la Salanca, de 123.900 hectàrees d'extensió, és al bell mig de la comarca natural d'aquest nom. S'estén des de l'Aglí, que en forma el límit sud, fins a l'Estany de Salses, al límit nord (les aigües del qual ocupen més d'un terç del terme). Cal dir que el tros català d'aquest estany està compartit amb el Barcarès, Sant Hipòlit de la Salanca i Salses de forma arbitrària: el fragment que correspon a cada comuna és prolongació en línia recta de la línia de terme terrestre. L'Illa de Vi és el punt de referència de trobada dels termes salanquesos que es parteixen l'estany.
Antigament el terme llorençà arribava a mar, però el 1929 se'n separà el terme del Barcarès, que des d'aleshores forma una comuna independent. El terme inclou una extensa zona, prop de l'estany, poc productiva agrícolament, on es va instal·lar l'aeròdrom militar. Es tracta d'un antic estany, existent fa uns 2.000 anys.
El terme és absolutament pla, amb el sòl d'al·luvions del quaternari més recent. L'Aglí, actual límit meridional, passava pel nord de la vila, en direcció a l'estany (no com ara, que desguassa directament a mar). La desviació fou per alliberar la vila d'inundacions i tenir, així, controlades les avingudes del riu. L'actualment anomenat Camp dels Pobres és el lloc per on discorria.
Termes municipals limítrofs:
| Salses                     | Estany de Leucata       |             |
| Sant Hipòlit de la Salanca |                         | El Barcarès |
| Clairà                     | Torrelles de la Salanca |             |

### La vila de Sant Llorenç
Situada a l'esquerra de l'Aglí, a l'extrem sud-occidental del seu terme comunal, el terme de Sant Llorenç de la Salanca es formà com una cellera a l'entorn de l'església parroquial de Sant Llorenç. La vila és esmentada des del 981 (villa Sancti Laurentii), i el 1281 és conceptuada com a vila reial. El castell consta des del 1292 (quoddam cellarium intus cellariam domini regis in Castro de Sancto Laurencio). En un document del 1400 consta que el castell envoltava i fortificava el nucli de la cellera original, a l'entorn de l'església i del cementiri, situat al davant de l'església. Tres portes donaven accés al clos: la porta de Torrelles, la del Mar i la d'Amunt.
Dins de la vila destaquen algunes construccions i indrets que són testimoni de la història de Sant Llorenç de la Salanca: la Cava Cooperativa, el Cementiri Vell, actualment Plaça d'Aragó, el Cementiri actual, situat en el terç sud-occidental de la vila, el Col·legi Jean Mermoz, a l'extrem oest del centre de la població, que acull estudiants de molt pobles de la Salanca, i la Cooperativa Hortícola. Hi havia hagut dues cases amb cert valor històric, Casa Saniges i Casa Pradal, tot i que actualment són noms ja desconeguts per una part dels llorençans.
Més enllà del nucli històric, la vila començà a créixer a partir del barri de la Passejada, convertit després en tota una urbanització, i les posteriors urbanitzacions de la Figuera, l'Hortó, les Jardins de Salanque, le Mas Fleuri, la Palombière, les Portes de la Mer, les Tamaris i les Terrasses del Canigó.
La vila, cap de cantó i que com a tal té un col·legi d'ensenyament secundari, disposa també d'una Zona artesanal, situada a l'extrem sud-oest del nucli de població.

### Les barraques de Maratxel·la
Al nord del terme, a la Punta de Maratxel·la, a la vora de l'Estany de Salses, hi havia hagut aquest petit barri de barraques, actualment desaparegut del tot.

### Els masos llorençans
Els masos que perduren avui dia en terme de Sant Llorenç de la Salanca són el Mas Besombet, antigament Teuleria d'en Dalquer, Mas d'Aglí, actualment Casa de Jubilats, el Mas de l'Aglí, abans Teuleria d'en Riu, el Mas de la Torre, o Torre de Bell-lloc, abans Cortal de la Torre, el Mas de les Mames, el Mas d'en Ponç, o Mas Pagnon, el Mas Jouer, el Mas Manyà i el Mas Moragues. També hi havia hagut el Mas d'en Valeta i la Teuleria d'en Guiter, noms ara entrats en desús.

### Aeròdrom Militar de Sant Llorenç de la Salanca
Situat al nord-est del nucli de població, entre aquest i l'Estany de Salses a la zona de la Maratxel·la, a llevant del Conangle i al nord de l'Avratge, ocupa quasi tota la zona coneguda com els Clots. És la zona per on havia passat l'antic curs de l'Aglí, quan desembocava a l'Estany de Salses.

### Base aeronaval Latécoère

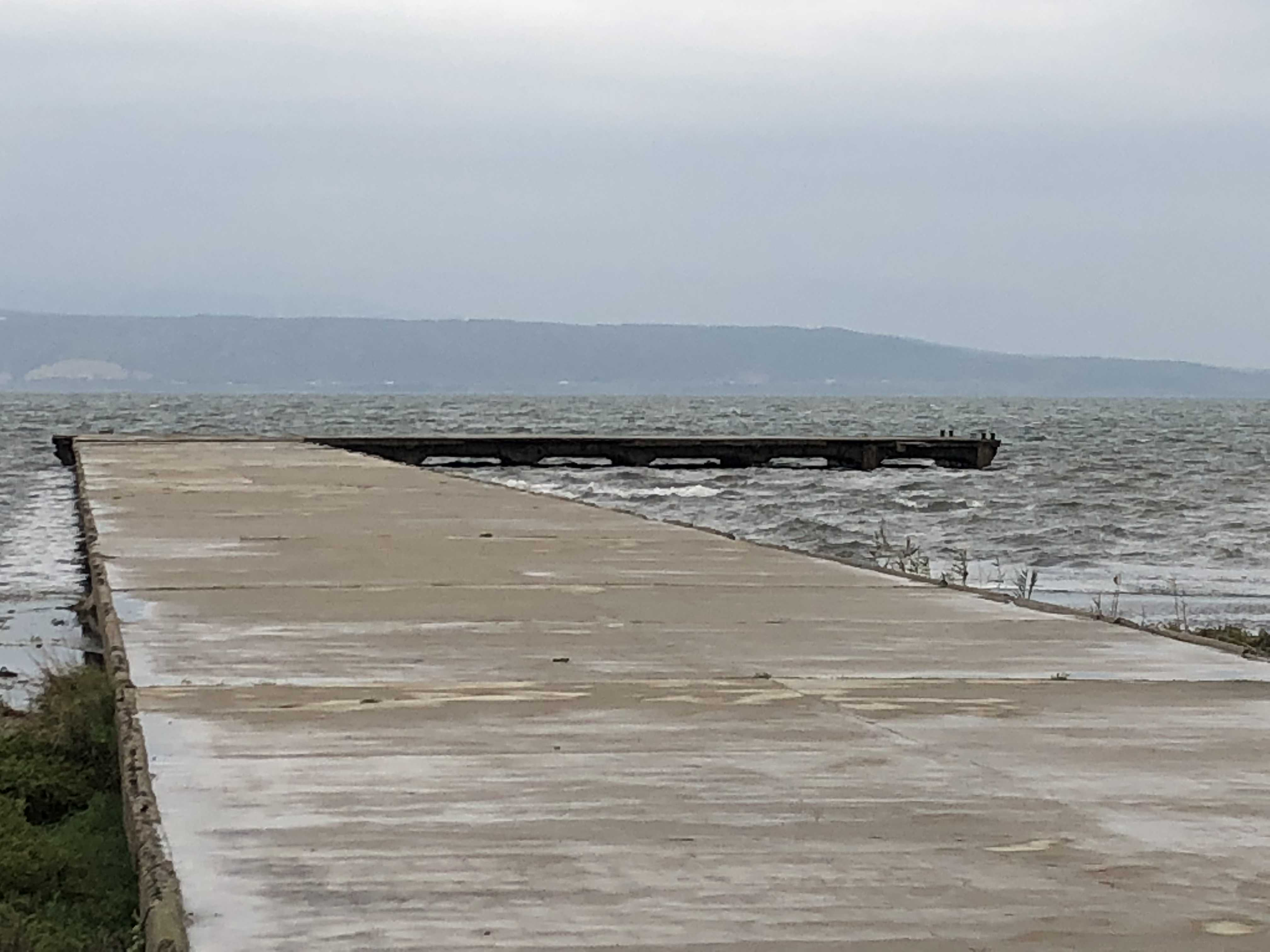
Moll de la base aeronaval Latécoère

A la vora de l'estany de Salses, entre 1925 i 1936 l'empresa aeronàutica Latécoère hi tingué unes instal·lacions per a provar els seus hidroavions. Disposà d'un moll avui en dia (2018) encara visible, i d'una grua i hangars ja desapareguts. El moll es troba just a l'oest de l'aeròdrom militar, la final del camí que voreja el seu mur.

### Els cursos d'aigua
Cal destacar que el terç nord del terme de Sant Llorenç de la Salanca és l'Estany de Salses, mentre que tot el límit meridional és l'Aglí, en el seu traçat modern. Creuen el terme comunal diversos canals de drenatge: l'Agulla A, l'Agulla B o Agulla de l'Avaratge, l'Agulla de les Rotes, l'Agulla dels Clots, l'Agulla de Maratxel·la i l'anomenada la Divisió.
Un pou, anomenat l'Abeurador, es troba al nord-est del nucli urbà.

### El terme comunal
Es conserven els topònims de molts indrets, partides i seccions cadastrals del terme llorençà: l'Abeurada, l'Abeurador, l'Agramalla, l'Avaratge, el Camí de les Dues Hores, els Camps de la Maria, els Camps de la Rompuda, els Camps de les Rotes, els Camps del Gorg, els Camps del Miracle, els Camps del Pal, els Camps dels Pobres, el Casot de l'Avaratge, el Casot de Maratxel·la, els Clots, la Colomina, la Colomina d'en Meler, el Conangle, la Creueta, la Divisió, els Eixaus, la Figuera Molla, la Font del Salze, el Gorg Blanc, l'Hort de la Llongany, l'Hortó, l'Illa de Vic, les Julianes, les Mames, Maratxel·la, Mas Besombet, la Torre, o Mas de la Torre, Mas de les Mames, Mas d'en Ponç, Mas de l'Aglí, Mas Moragues, la Passejada de l'Abeurada, el Peiró, els Prats, la Punta de Maratxel·la, la Ramada, les Rotes, les Rotes de l'Avaratge, les Teuleries, la Torre i el Trenc, sense oblidar el Terreny Militar de Sant Llorenç de la Salanca. Alguns d'aquests noms són ja pràcticament desapareguts, i només es conserven en la memòria d'algunes persones: els Bordigols (a Maratxel·la), els Bordigols Vells, Palasol, el Pas de les Carretes

## Transports
Cinc carreteres departamentals travessen el terme de Sant Llorenç de la Salanca:
- La D-1 (D-90, a Sant Llorenç de la Salanca - El Vernet), que arrenca del sud-oest del nucli urbà i s'adreça de primer cap al sud-oest i més tard cap a l'oest, i enllaça Sant Llorenç amb Clairà, Bompàs i Perpinyà, en el seu antic poble del Vernet, concretament al barri del Vernet Mitjà.
- la D-11 (Salses - Sureda), que travessa de nord-oest a sud, procedeix de Salses i Sant Hipòlit de la Salanca i després de travessar Sant Llorenç de la Salanca s'adreça a Canet de Rosselló, Sant Nazari de Rosselló, Alenyà, Elna, Palau del Vidre, Sant Andreu de Sureda, fins a arribar a Sureda (Rosselló).
- la D-90 (D-41, a Sant Hipòlit de la Salanca - Port Leucata), que ho fa d'est a oest. Procedeix de prop, al sud, de Sant Hipòlit de la Salanca, i després de travessar Sant Llorenç s'adreça al Barcarès, travessa tot aquest poble, passa per Port Barcarès fins a les Portes del Rosselló i la platja on hi ha avarat el Lydia i surt del terme i de Catalunya per arribar fins al poble occità de Port Leucata.
- la D-81 (D-83, a Sant Llorenç de la Salanca - Canet de Rosselló), al sector oriental del terme, que enllaça el pobles costaners del Barcarès fins a Canet.
- la D-83 (Port Leucata - D-900, a Clairà). al nord, del terme, que uneix el Barcarès amb l'autovia D-900 passant pel nord de Sant Llorenç de la Salanca, Sant Hipòlit de la Salanca i el Centre Comercial de Perpinyà-Clairà.

La línia 13 de la Compagnie de transports Perpignan-Méditérranée és una de les dues que proporcionen servei públic de transport regular que enllaci Sant Llorenç de la Salanca amb l'exterior. Enllaça aquesta vila amb l'estació del TGV a Perpinyà, cap a ponent, passant per Sant Hipòlit de la Salanca i Perpinyà, sense cap més aturada. L'autobús fa aquest trajecte en aproximadament tres quarts d'hora. Cap a llevant, mena al Barcarès. No tots els cotxes, però, passen per Sant Hipòlit de la Salanca, ja que alguns eviten el pas per aquest poble agafant directament la carretera de Perpinyà.
L'altra línia és la 14 de la mateixa companyia, que fa el recorregut de Sant Llorenç de la Salanca a Perpinyà, doblant el recorregut de l'anterior, però amb pas assegurat per Sant Hipòlit.
Una part dels camins del terme han esdevingut modernament carreteres: la Ruta de Clairà, la del Barcarès, la del Litoral, la del Mas de la Garriga al Barcarès i la de Sant Hipòlit. D'altres, continuen essent anomenats camins, tot i que menen als pobles de l'entorn: Camí Baix de Clairà, o Camí de su'l Rec, Camí Baix de Torrelles, Camí de Leucata, Camí de Sant Hipòlit, Camí Vell de Clairà i Camí Vell de Leucata. Els altres camins són interns del terme de Sant Llorenç de la Salanca: Camí de Conangle, Camí de Garrius, Camí de la Mota, Camí de la Ramada, Camí de l'Abeurada, Camí de la Passejada, o Passejada de l'Abeurada, Camí de l'Aviació, o Camí de l'Estany, Camí de les Dues Hortes, Camí de les Rotes, Camí de l'Estany, Camí de l'Estanyot, Camí de l'Hortó, Camí del Mas de la Torre, Camí del Mas d'en Ponç. Camí del Pas de les Carretes, Camí dels Pobres, Camí dels Salins, Travessa de l'Estanyot, Travessa de l'Estanyol a la Ramada, Travessa de l'Hortó i Travessa del Mas d'en Ponç.

## Història

### Edat mitjana
Documentada des del 981 i 989, la villa S. Laurentii pertanyia, en alous diferents, als monestirs de Sant Genís de Fontanes i Sant Miquel de Cuixà. La jurisdicció pertanyia als Sant Llorenç (senyors del desaparegut castell de Sant Llorenç), tal com està documentat a la segona meitat del segle xi. Ponç Adalbert de Sant Llorenç signà un acord amb Ramon Berenguer, senyor de Canet, i el comte Gausfred II de Rosselló. Continuà dins de la mateixa família (Ramon i Guillem de Sant Llorenç, Pere, Berenguer i Ramon de Sant Llorenç...). El Berenguer esmentat, encara viu el 1202, prengué el nom de Berenguer de Palou, i fou un trobador apreciat; el seu germà Ramon va ser nomenat veguer del Rosselló i comandant de Salses, població de nova planta en aquell moment, pel comte de Rosselló, Nunó Sanç. Per aquest motiu, Ramon de Sant Llorenç cedí la senyoria de la vila i terme de Sant Llorenç al comte, tot reservant-se'n l'usdefruit. Del comte va passar immediatament al rei, senyor de Sant Llorenç des d'aleshores.
El rei Pere I atorgà una carta de privilegis a Sant Llorenç el 22 de febrer del 1213, que foren augmentats per Jaume I el Conqueridor l'any 1243. El 1258 Sant Llorenç fou infeudat a Briton Acelm de Marsella, tot i que la senyoria continuava en mans de la corona. El 1358 Pere III cedí la senyoria a les seves filles, Constança, reina de Sicília, i Joana, esposa del Comte d'Empúries, i al cap de 27 anys, el 1385, fou adquirida per Andreu de Fenollet, vescomte d'Illa i de Canet, qui la deixà en testament al seu fill Pere. A la mort del darrer, passà novament a la corona, en la persona de Margarida de Prades, vídua del rei Martí.
El 1426 era Ramon de Perellós, vescomte de Rueda i de Perellós, qui adquiria el senyoriu; el seu fill, Francesc de Perellós-Fenollet, la va hipotecar a favor de Berenguer V d'Oms, qui la va traspassar el 1455 als seus hereus.

### Edat moderna
En decantar-se els Oms pel bàndol espanyol a la Guerra dels Segadors, després del Tractat dels Pirineus fou desposseït dels seus béns al Rosselló. Diverses famílies emparentades amb els Oms (els Sentmenat, els Tamarit...) hi tenien terres, però finalment el senyoriu passà a mans franceses. En el moment de la Revolució Francesa n'era senyor M. de Boisambert.

### Edat contemporània
Fins a l'any 1929 el terme arribava a la mar, on hi havia el Port de Sant Llorenç, dit també del Barcarès, que se n'independitzà administrativament aquell any.

## Activitats econòmiques
Les terres baixes del nord del terme, per on discorria antigament l'Aglí, van ser guanyades per a l'agricultura plantant-hi vinyes en el moment de lluita contra la fil·loxera. Més tard, van anar essent substituïdes per zones hortives i vergers, dedicades al conreu d'hortalisses. Els darrers trenta anys del segle xx van veure-hi progressar la construcció d'hivernacles.
Amb la desaparició de la ramaderia ovina es va abandonar l'ús dels prats propers a la costa i al riu, i el bombeig de l'aigua de les capes freàtiques ha fet que hagi penetrat una làmina d'aigua salada a nivell de superfície.
La meitat de les terres de conreu són encara dedicades a la vinya, i, dintre d'aquesta meitat, la meitat és dedicada a vins comuns i l'altra meitat a vins amb denominació d'origen controlada. Quasi una tercera part de les terres productives es dediquen a fruiters (albercoquers, presseguers, cirerers), però el conreu més extens, que quasi dobla el de la vinya, és el d'hortalisses (carxofes, espàrrecs, api, enciams, tomàquets, col-i-flors, productes primerencs i julivert). L'aparició de noves urbanitzacions ha fet minvar la quantitat de terres dedicades a l'agricultura. Hi ha un important celler cooperatiu i una destil·leria.

## Demografia

### Demografia antiga
La població està expressada en nombre de focs (f) o d'habitants (h).
| Evolució demogràfica de Sant Llorenç de la Salanca entre 1358 i 1790 | Evolució demogràfica de Sant Llorenç de la Salanca entre 1358 i 1790 | Evolució demogràfica de Sant Llorenç de la Salanca entre 1358 i 1790 | Evolució demogràfica de Sant Llorenç de la Salanca entre 1358 i 1790 | Evolució demogràfica de Sant Llorenç de la Salanca entre 1358 i 1790 | Evolució demogràfica de Sant Llorenç de la Salanca entre 1358 i 1790 | Evolució demogràfica de Sant Llorenç de la Salanca entre 1358 i 1790 | Evolució demogràfica de Sant Llorenç de la Salanca entre 1358 i 1790 | Evolució demogràfica de Sant Llorenç de la Salanca entre 1358 i 1790 | Evolució demogràfica de Sant Llorenç de la Salanca entre 1358 i 1790 | Evolució demogràfica de Sant Llorenç de la Salanca entre 1358 i 1790 | Evolució demogràfica de Sant Llorenç de la Salanca entre 1358 i 1790 | Evolució demogràfica de Sant Llorenç de la Salanca entre 1358 i 1790 | Evolució demogràfica de Sant Llorenç de la Salanca entre 1358 i 1790 | Evolució demogràfica de Sant Llorenç de la Salanca entre 1358 i 1790 | Evolució demogràfica de Sant Llorenç de la Salanca entre 1358 i 1790 |
| 1355                                                                 | 1365                                                                 | 1378                                                                 | 1470                                                                 | 1515                                                                 | 1553                                                                 | 1709                                                                 | 1720                                                                 | 1730                                                                 | 1755                                                                 | 1765                                                                 | 1767                                                                 | 1774                                                                 | 1789                                                                 | 1790                                                                 |                                                                      |
| -------------------------------------------------------------------- | -------------------------------------------------------------------- | -------------------------------------------------------------------- | -------------------------------------------------------------------- | -------------------------------------------------------------------- | -------------------------------------------------------------------- | -------------------------------------------------------------------- | -------------------------------------------------------------------- | -------------------------------------------------------------------- | -------------------------------------------------------------------- | -------------------------------------------------------------------- | -------------------------------------------------------------------- | -------------------------------------------------------------------- | -------------------------------------------------------------------- | -------------------------------------------------------------------- | -------------------------------------------------------------------- |
| 47 f                                                                 | 112 f                                                                | 34 f                                                                 | 15 f                                                                 | 19 f                                                                 | 8 f                                                                  | 116 f                                                                | 82 f                                                                 | 202 f                                                                | 317 f                                                                | 700 h                                                                | 1181 h                                                               | 202 f                                                                | 296 f                                                                | 2014 h                                                               |                                                                      |

Font: Pélissier 1986

### Demografia contemporània
| Evolució de la població |       |       |       |       |       |       |       |       |
| 1793                    | 1800  | 1806  | 1821  | 1831  | 1836  | 1841  | 1846  | 1851  |
| 1.660                   | 1.853 | 2.131 | 2.557 | 3.207 | 3.444 | 3.526 | 3.813 | 4:063 |

| 1856  | 1861  | 1866  | 1872  | 1876  | 1881  | 1886  | 1891  | 1896  |
| ----- | ----- | ----- | ----- | ----- | ----- | ----- | ----- | ----- |
| 4.309 | 4.435 | 4.596 | 4.571 | 4.609 | 5.036 | 5.476 | 4.540 | 4.434 |

| 1901  | 1906  | 1911  | 1921  | 1926  | 1931  | 1936  | 1946  | 1954  |
| ----- | ----- | ----- | ----- | ----- | ----- | ----- | ----- | ----- |
| 4.470 | 4.390 | 4.259 | 4.112 | 4.036 | 3.623 | 3.630 | 3.047 | 3.075 |

| 1962  | 1968  | 1975  | 1982  | 1990  | 1999  | 2004  | 2006  | 2009  |
| ----- | ----- | ----- | ----- | ----- | ----- | ----- | ----- | ----- |
| 3.300 | 3.649 | 3.971 | 4.523 | 7.186 | 7.932 | 8.224 | 8.440 | 8.586 |

| 2012  | 2013  |
| ----- | ----- |
| 9.433 | 9.851 |

Fonts: Ldh/EHESS/Cassini fins al 1999, després INSEE a partir deL 2004

### Evolució de la població

Evolució de la població

## Administració i política

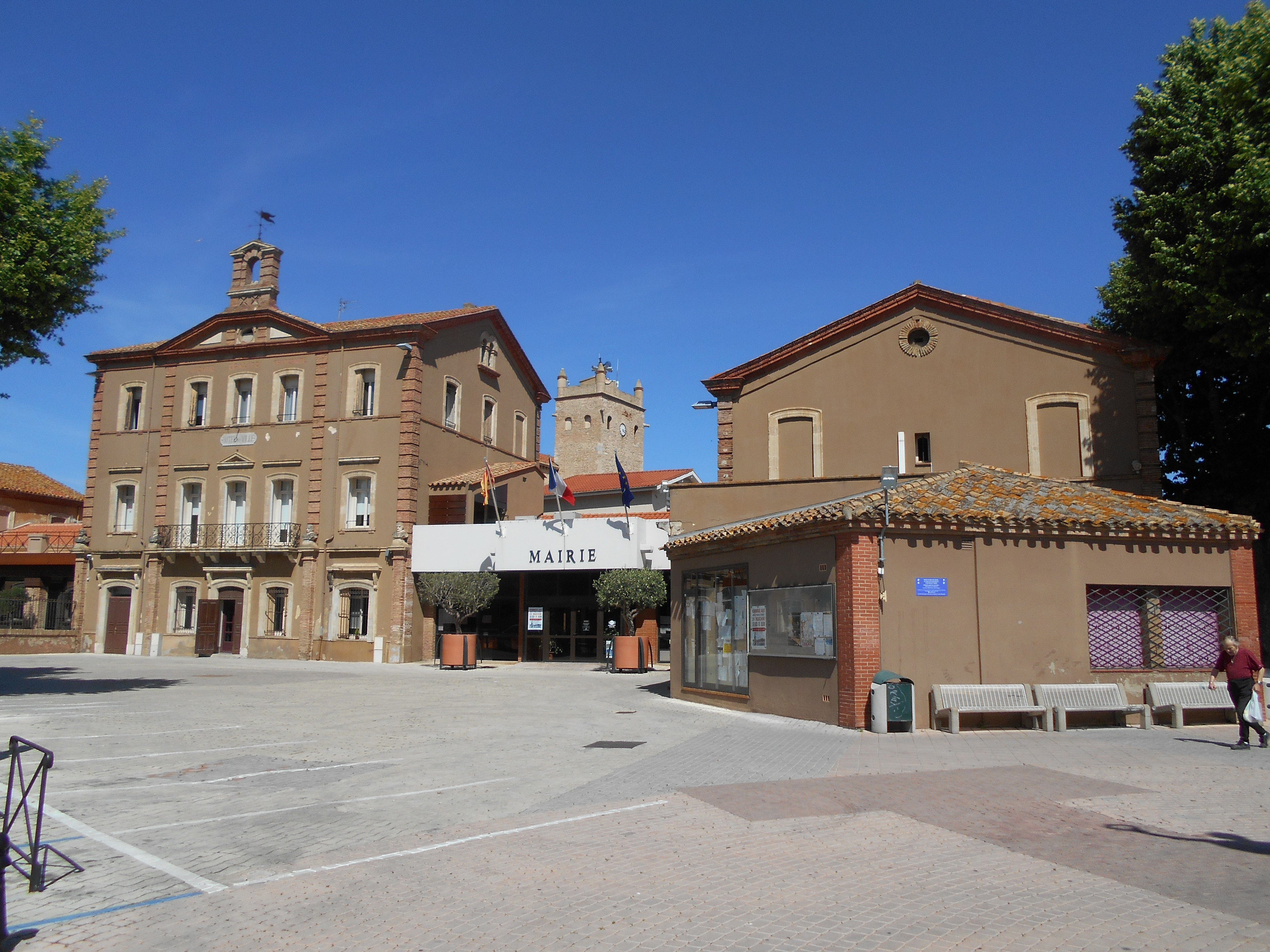
La Casa del Comú

### Els batlles[11]
| Període              | Nom                    | Opció política | Comentaris                             |
| -------------------- | ---------------------- | -------------- | -------------------------------------- |
| 1791                 | Sébastien Malpas       |                |                                        |
| 1791                 | Jean Tine              |                |                                        |
| 1791                 | Jacques Canal          |                |                                        |
| 1793                 | Joseph Riu             |                |                                        |
| 1795                 | Andreu Malpas          |                |                                        |
| 1800                 | Jean Guiter-Reynalt    |                |                                        |
| 1803                 | Pierre Sanyas          |                |                                        |
| 1814                 | André Guiter           |                |                                        |
| 1821                 | Pierre Sanyas          |                |                                        |
| 1828                 | Prosper Riu            |                |                                        |
| 1829                 | Honoré Joue-Guiter     |                |                                        |
| 1833                 | François Artes         |                |                                        |
| 1835                 | Raymond Riu            |                |                                        |
| 1841                 | Laurent Bonet          |                |                                        |
| 1846                 | Eugène Mourat          |                |                                        |
| 1849                 | Laurent Bonet          |                |                                        |
| 1852                 | Antoine Sanyas         |                |                                        |
| 1855                 | Pierre Reynes          |                |                                        |
| 1860                 | Jules Besombes         |                |                                        |
| 1866                 | Eugène Mourat          |                |                                        |
| 1878                 | Etienne Boonet         |                |                                        |
| 1880                 | Nicolas Canal          |                |                                        |
| 1892                 | Antoine Parpere        |                |                                        |
| 1894                 | Vincent Henric         |                |                                        |
| 1896                 | Joseph Parazols        |                |                                        |
| 1897                 | Henri Manya            |                |                                        |
| 1901                 | Antoine Canal          |                |                                        |
| 1911                 | Eugène Mourat-Astor    |                |                                        |
| 1919                 | Raymond Combacal       |                |                                        |
| 1925                 | Augustin Joue-Delmas   |                |                                        |
| 1934                 | Laurent Vidal Barrague |                |                                        |
| 1941                 | Benjamin Canal         |                |                                        |
| 1945                 | Laurent Vidal Barrague |                |                                        |
| 1953                 | Amédée Cadène          |                |                                        |
| 1983                 | René Marquès           | UDF            | Senador, President del Consell General |
| Març del 2001 - 2014 | Fernand Siré           | DVD            | Conseller General, després Diputat     |
| 2014 - Moment actual | Alain Got              | UDI            |                                        |

René Marquès va apadrinar la candidatura de François Bayrou a les eleccions presidencials del 2002.

### Legislatura 2014 - 2020

#### Batlle
- Alain Got.

#### Adjunts al batlle[12]
- 1a: Marlène Gubert-Oetjen. Consellera delegada de Cultur, Animacions, Associacions culturals i Nous arribats
- 2n: Bernard Pouget. Conseller delegat d'Urbanisme, Antics combatents i Autoritats militars, Riscos naturels i Seguretat ERP
- 3a: Laurence Delonca-Gossard. Consellera delegada de Petita Infància, Escola Bressol, Assistents maternals i Afers catalans
- 4t: Michel Fonvieille. Conseller delegat de Comunicació, Gestions i rehabilitació de les sales municipals
- 5è: Frédérique Parent. Conseller delegat de CCAS (Afers socials), Economia i Feina
- 6è: Franck Sasot. Conseller delegat de Netedat urbana, Espais verds, Mercat al detall i Fires
- 7è: André Ribas. Conseller delegat d'Esports
- 8a: Agnès Masbernat-Pailles. Consellera delegada d'Afers escolars i periescolars (Llar d'infants i Escola bressol, NAP i Agenda 21 escolar).

#### Consellers municipals
- Marie-Claude Alba. Consellera delegada d'Administració general
- Christophe Devise. Conseller delegat de Gestió del centre tècnic municipal i d'Obres
- Daniel Thill. Conseller delegat de Policia municipal, Seguretat urbana i Cementiri
- Jean Frade. Conseller delegat de Jardins familiars i de la Llar d'infants
- Christelle Dubois. Consellera delegada de Política dels disminuïts i Persones de mobilitat reduïda
- Guy Canal. Conseller delegat d'Agricultura i de la Comissió de desbrossament
- Sandra Parraga. Consellera delegada de Turisme
- Jean Barthelemy. Conseller delegat de Vida als barris
- René Baus. Conseller delegat de Control de gestió
- Muriel Nibaudeau. Consellera delegada del Punt d'informacions per a la joventut
- José Viegas
- Olga Lafitte
- Laurence de Besombses. Consellera a l'oposició
- Thomas Balalud de Saint Jean. Conseller a l'oposició
- Jean-Louis Bourdarios. Conseller a l'oposició
- Cédrik Panis. Conseller a l'oposició
- Christian Llense. Conseller a l'oposició
- Marie-José Amigou. Consellera a l'oposició
- Magali Alcaces. Consellera a l'oposició
- Marie-Dominique Leprieur. Consellera a l'oposició

### Adscripció cantonal

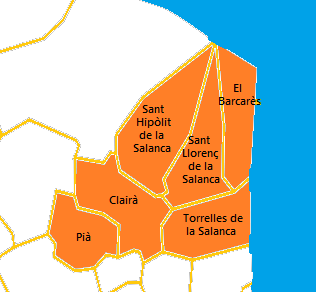
Mapa del Cantó de la Costa Salanquesa

Amb motiu de les eleccions departamentals del 2015, Sant Llorenç de la Salanca ha estat inclòs en la nova agrupació de La Costa Salanquesa, cantó número 4, formada pel Barcarès, Clairà, Pià, Sant Hipòlit de la Salanca, Sant Llorenç de la Salanca i Torrelles de la Salanca. Els consellers departamentals triats en aquesta elecció per aquest cantó han estat Madeleine Garcia-Vidal, del DVG (Divers de gauche), batllessa de Sant Hipòlit de la Salanca des del 1983, i Joseph Puig, de Centre, batlle de Clairà i President de la Comunitat de comunes Salanca - Mediterrani.

## Ensenyament i cultura

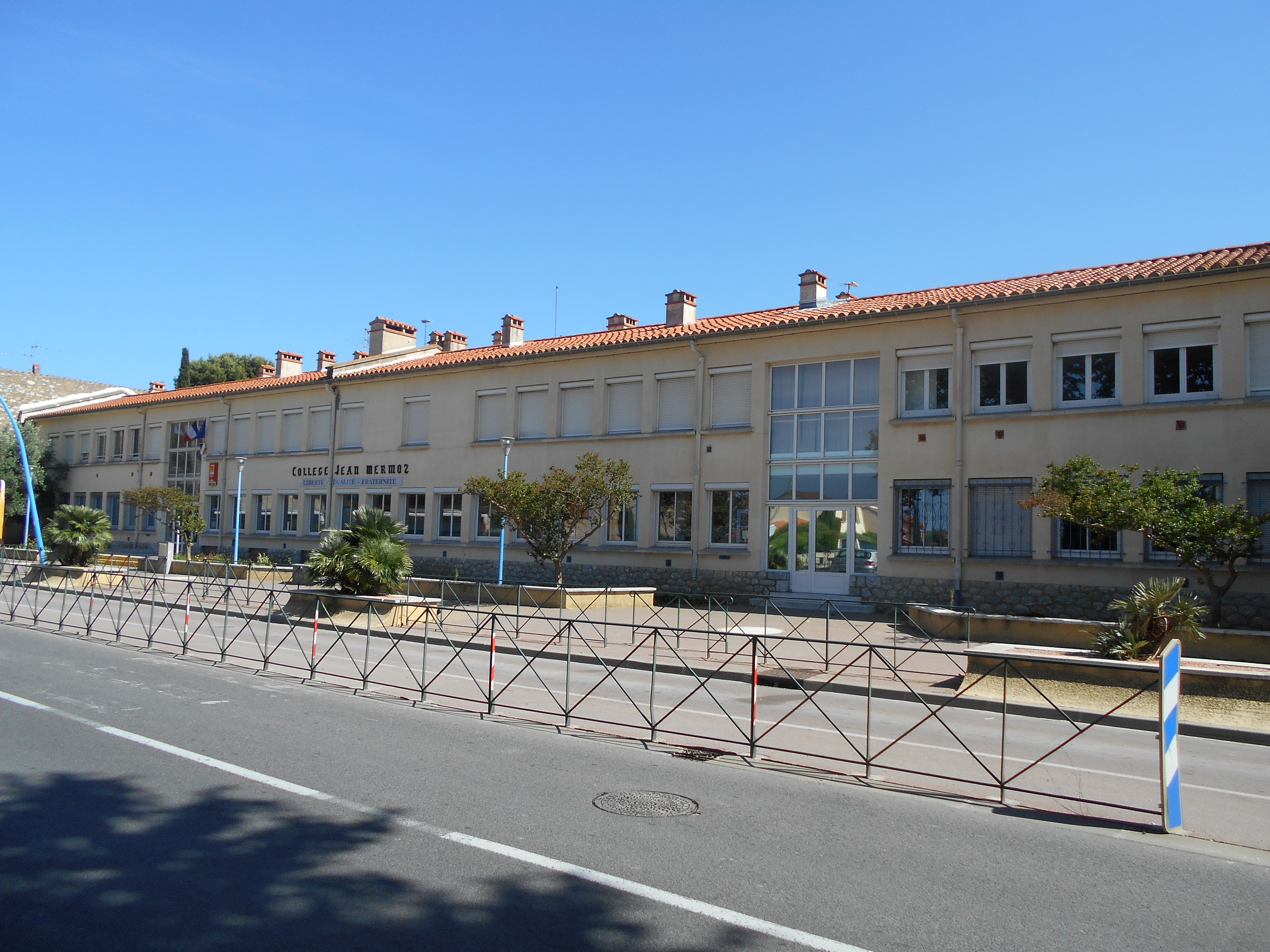
El Col·legi Jean Mermoz

La vila de Sant Llorenç de la Salanca compta amb 5 escoles i 1 col·legi (ensenyament secundari). Dues de les escoles són maternals (la Romain Vidal i la Victor Hugo), i tres d'ensenyament primari (la Joseph Cortada, la Charles Perrault i la Pau Casals). El col·legi, que serveix també els pobles del Barcarès, Clairà, Sant Hipòlit de la Salanca i Torrelles de la Salanca duu el nom de Jean Mermoz.
A banda de les escoles i col·legis, la vila disposa des del 2001 d'una biblioteca municipal.

## Persones il·lustres
- Eloi Pino (1845-1907) fundador de la ciutat de Djibouti, nascut a Sant Llorenç de la Salanca
- Enric Danoy i Bru (1859-1928), escriptor en català, francès i occità i lingüista. Nascut i mort a la vila, és de destacar el seu intent de crear el gènere de l'opereta rossellonesa
- Josep Sanyas (1861-1912), militar i poeta en català. Nascut a Sant Llorenç de la Salanca i mort a Perpinyà.
- René Marquès, metge, alcalde de Sant Llorenç (1923-2001), president del Consell general dels Pirineus Orientals (1987-1998) i senador (1992-2001). Nascut a Perpinyà i mort a Cabestany.
- Josep Ribas (1931-), escriptor en francès i il·lustrador. Nascut a Sant Llorenç de la Salanca.
- Fernand Siré (1945-), metge jubilat, exalcalde de Sant Llorenç de la Salanca i diputat a l'Assemblea Nacional francesa. Nascut a la vila.